# Farní sbor Českobratrské církve evangelické v Čáslavi
Farní sbor Českobratrské církve evangelické v Čáslavi je sborem Českobratrské církve evangelické v Čáslavi. Sbor spadá pod Chrudimský seniorát.
Farářkou sboru je Drahomíra Dušková Havlíčková, kurátorem sboru Václav Homolka.
V roce 2017 byla zrušena kazatelská stanice v Bousově, která již nebyla aktivní.

## Faráři sboru
- František Rozbořil (1891–1892)
- Bedřich Blahoslav Bašus (1944–1946)
- Jan Smetánka (1944–1946)
- Josef Batelka (1948)
- František Pavlis (1979–1986)
- Bohumil Baštecký (1987–1993)
- Zdeněk Jokl (1991–1992)
- Pavel Jun (1993–2013)
- Jaroslav Fér (2013–2015)
- Drahomíra Dušková Havlíčková (2015–)